# Malarstwo iluzjonistyczne
Malarstwo iluzjonistyczne, franc. trompe l’oeil – sposób malowania wywołujący złudzenie, iż ukazane na dwuwymiarowej powierzchni przedstawienie jest trójwymiarowe; malarstwo dające iluzję rzeczywistości.
Pierwsze wzmianki o malarstwie iluzjonistycznym pochodzą ze starożytności, ze znanej legendy o greckim malarzu Parrasjosie, który tak realistycznie namalował kotarę okrywającą obraz, że złudzeniu uległ nawet Zeuksis z Heraklei, który próbował kotarę odsunąć (Pliniusz, Historia naturalna). Iluzjonizm stosowano często w malarstwie pompejańskim. W czasach nowożytnych szczególnie popularny stał się w okresie baroku.

## Malarstwo ścienne
Najczęściej nazywane malarstwem iluzjonistycznym. Zwykle przedstawia iluzjonistycznie fragmenty architektury, często w połączeniu z pejzażem i czasem martwej natury. Charakterystyczne jest stosowanie dla oddania detali architektonicznych czy złudzenia reliefu techniki monochromatycznej. Szczególnie popularne we wnętrzach kościelnych i pałacowych, najwcześniej pojawiło się w renesansie włoskim (na przykład fresk Andrei Mantegna w Camera degli Sposi (Pałac Książęcy w Mantui) albo Ostatnia Wieczerza Leonarda da Vinci w Mediolanie). Sztuka ta wymagała od twórcy wybitnej znajomości zasad perspektywy, a często żmudnych wyliczeń matematycznych. Do największych dzieł tego nurtu należą Baldassare Peruzziego (1481–1536) Salone delle Prospettive w Villa Farnesina w Rzymie i Andrei Pozza (1642–1709) wielka kopuła w kościele św. Ignacego, również w Rzymie. Efekty iluzjonistyczne, zwłaszcza fragmenty architektury i wnętrz, występowały często w wielu obrazach o tematyce religijnej czy portretach. Współcześnie efekty iluzjonistyczne znajdują coraz częściej zastosowanie we wnętrzach sklepów, restauracji, urzędów i domach prywatnych. Bywa również stosowane w skali monumentalnej. Znajduje również zastosowanie w scenografii teatralnej i filmowej.

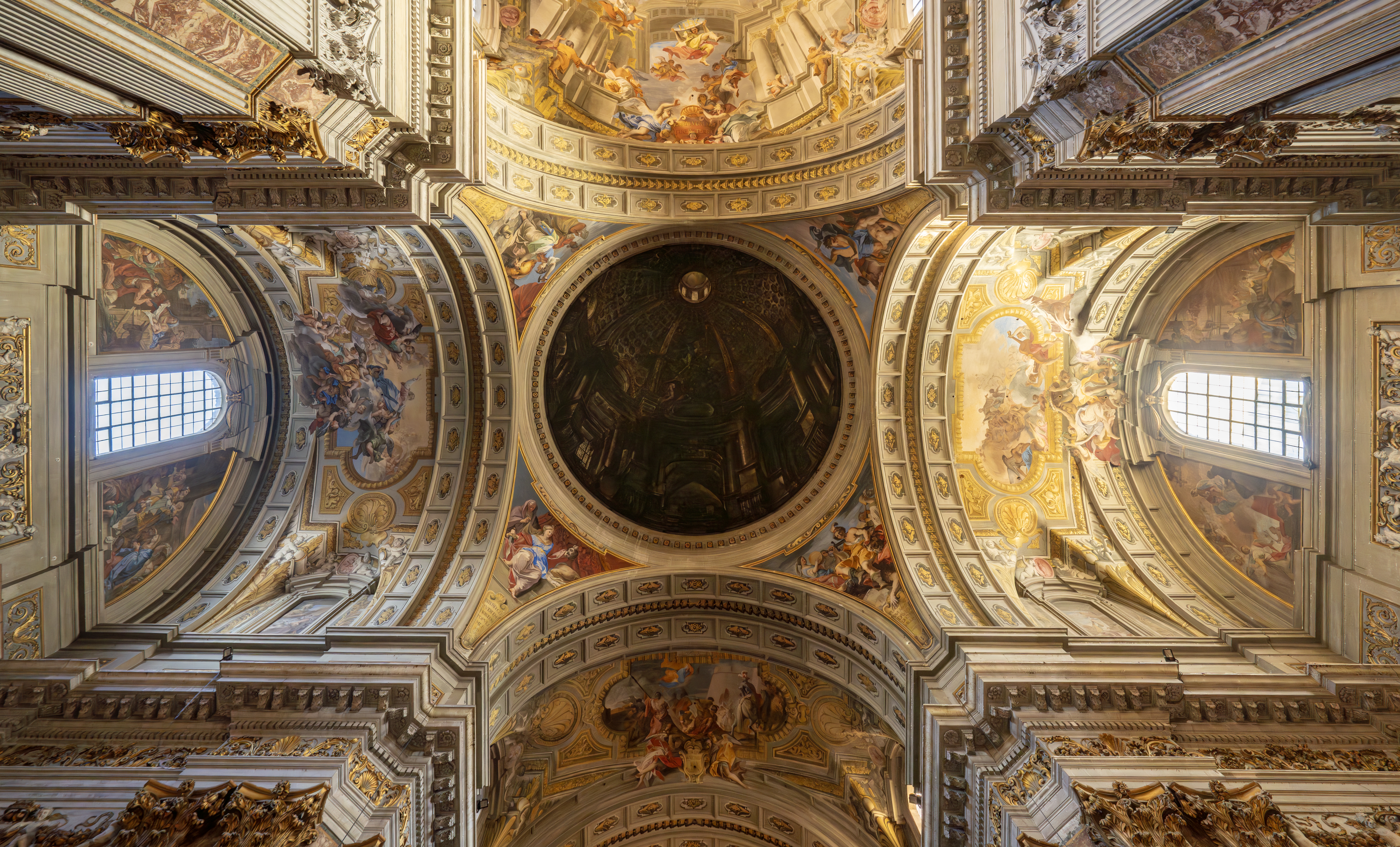
Andrea Pozzo, kopuła kościoła św. Ignacego, 1695, fresk
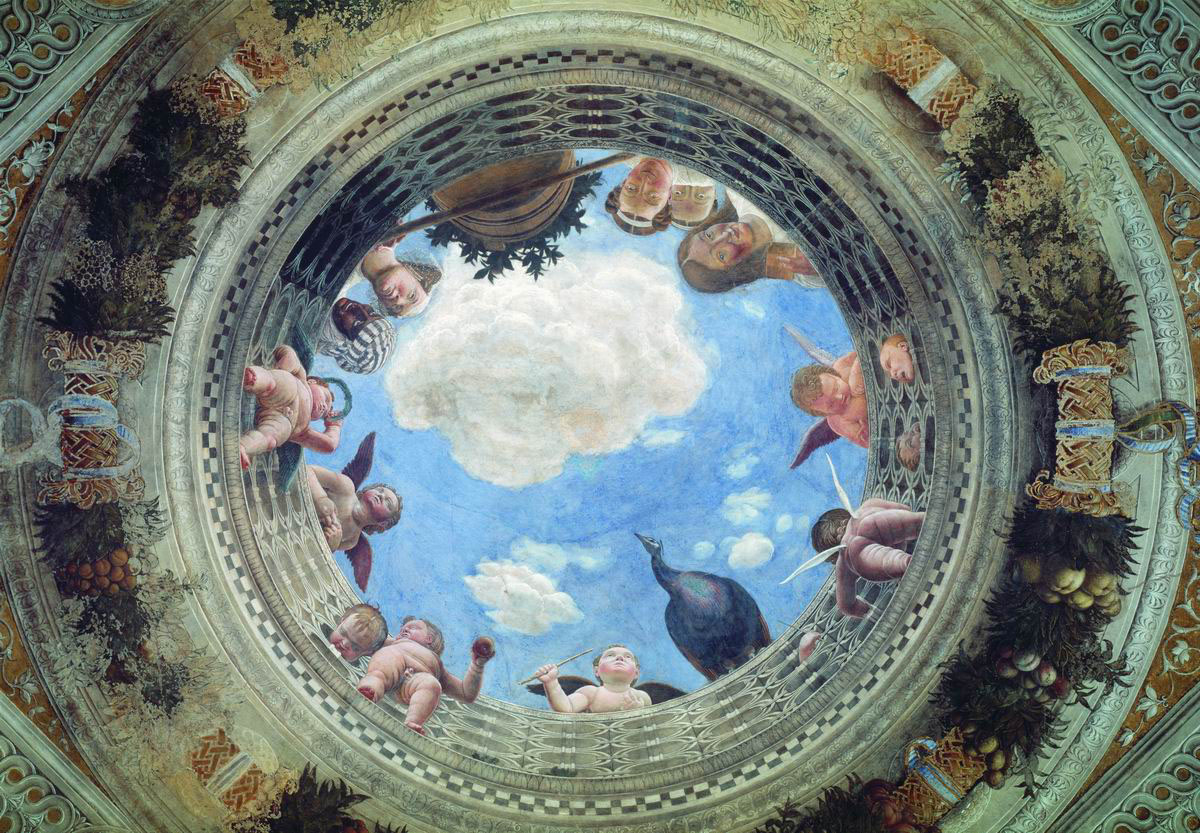
Andrea Mantegna, plafon w Camera degli Sposi, Pałac Książęcy w Mantui, 1473, fresk
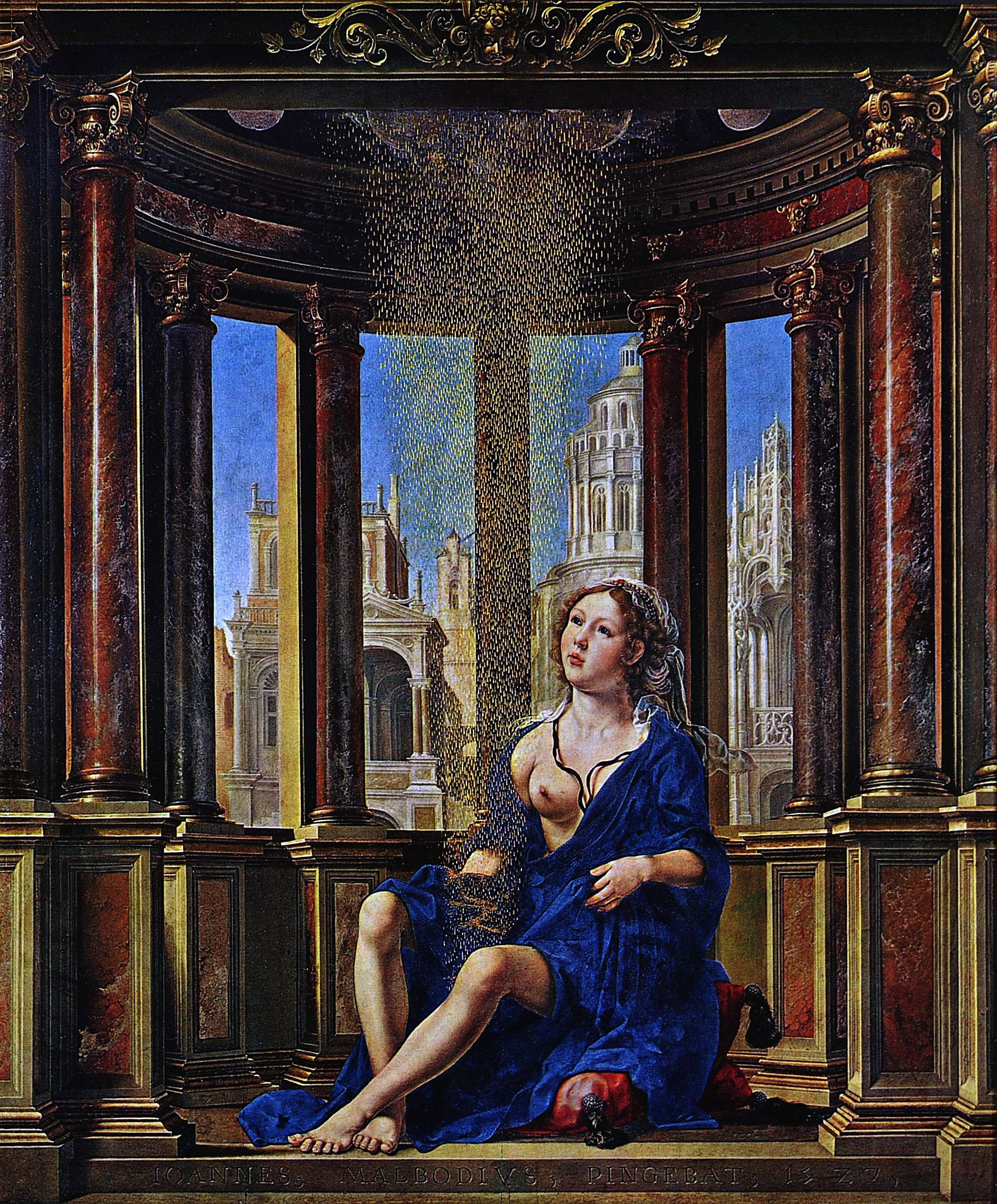
Jan Gossaert, Danae, 1527, olej, deska
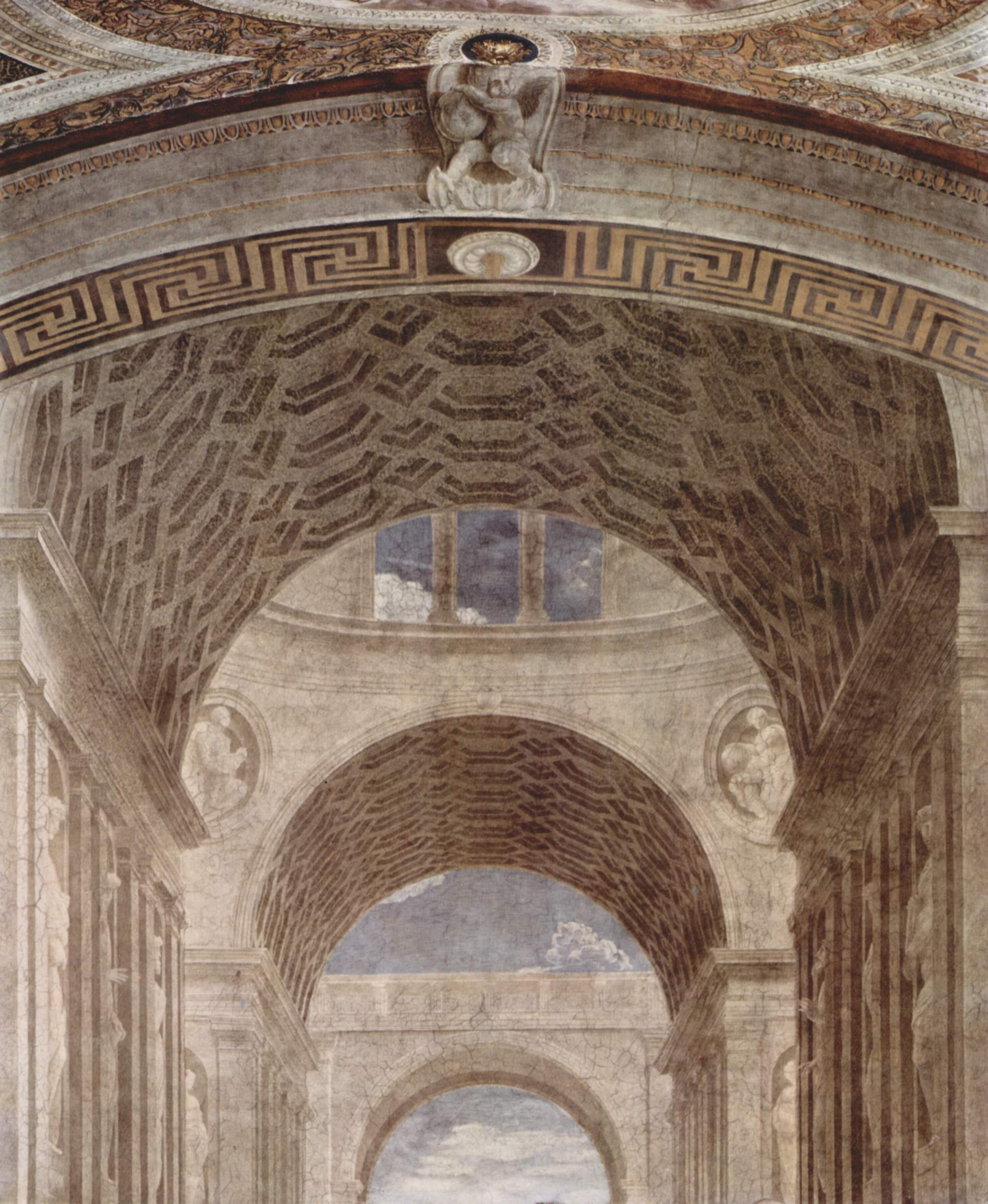
Rafael Santi, fragment dekoracji w Stanza della Segnatura w Watykanie, 1510, fresk

## Iluzjonistyczne malarstwo sztalugowe
Najczęściej określane francuskim terminem trompe l’oeil. Popularne szczególnie w okresie baroku, ale malowane też wcześniej i później martwe natury mające na celu sprawiać złudzenie trójwymiarowych przedmiotów. Popularne szczególnie były w Niderlandach, Włoszech i Hiszpanii. Przedstawiały najczęściej upięte na desce kompozycje drobnych przedmiotów, listów, piór, okularów, przyborów toaletowych, malarskich i tym podobnych. Niekiedy iluzjonistycznie malowane martwe natury stanowią tylko uzupełnienie większych kompozycji i występują w portretach, ściennym malarstwie iluzjonistycznym i malarstwie religijnym. Szczególny renesans przeżywało w Stanach Zjednoczonych, gdzie na przełomie XIX i XX wieku twórcy tacy jak William Michael Harnett, John Haberle, Levi Wells Prentice czy John Frederick Peto tworzyli w najlepszej tradycji trompe l’oeil martwe natury złożone najczęściej z przedmiotów związanych z najnowszą historią Stanów (rewolwery Colta, gazety, fotografie, opakowania). W wielu obrazach hiperrealistycznych również występują akcenty malarstwa iluzjonistycznego. Ten rodzaj malarstwa zawsze cieszył się pewną popularnością i jest uprawiany także i dziś przez niektórych twórców.

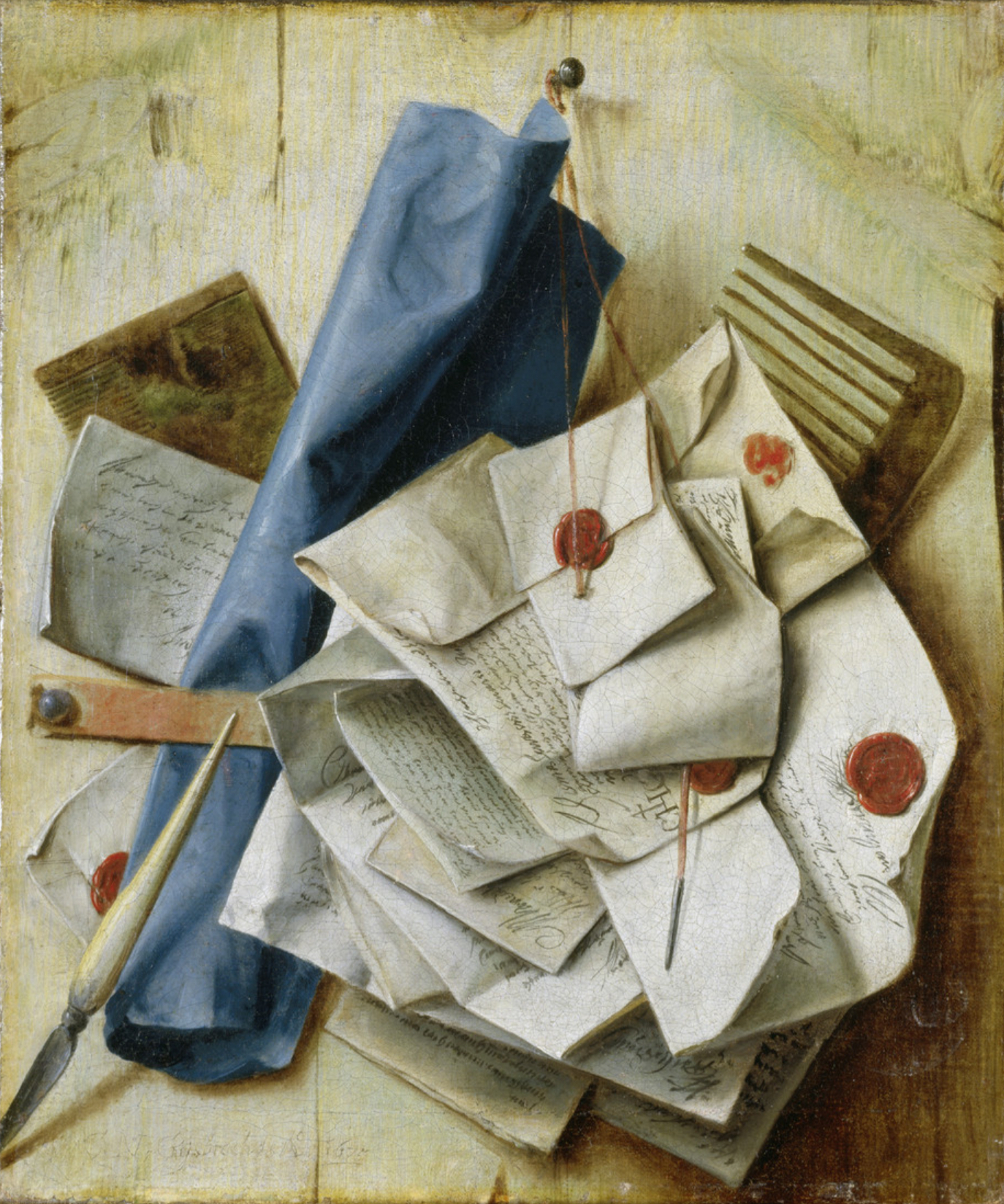
Cornelis Gijsbrechts, Quodlibet, 1675
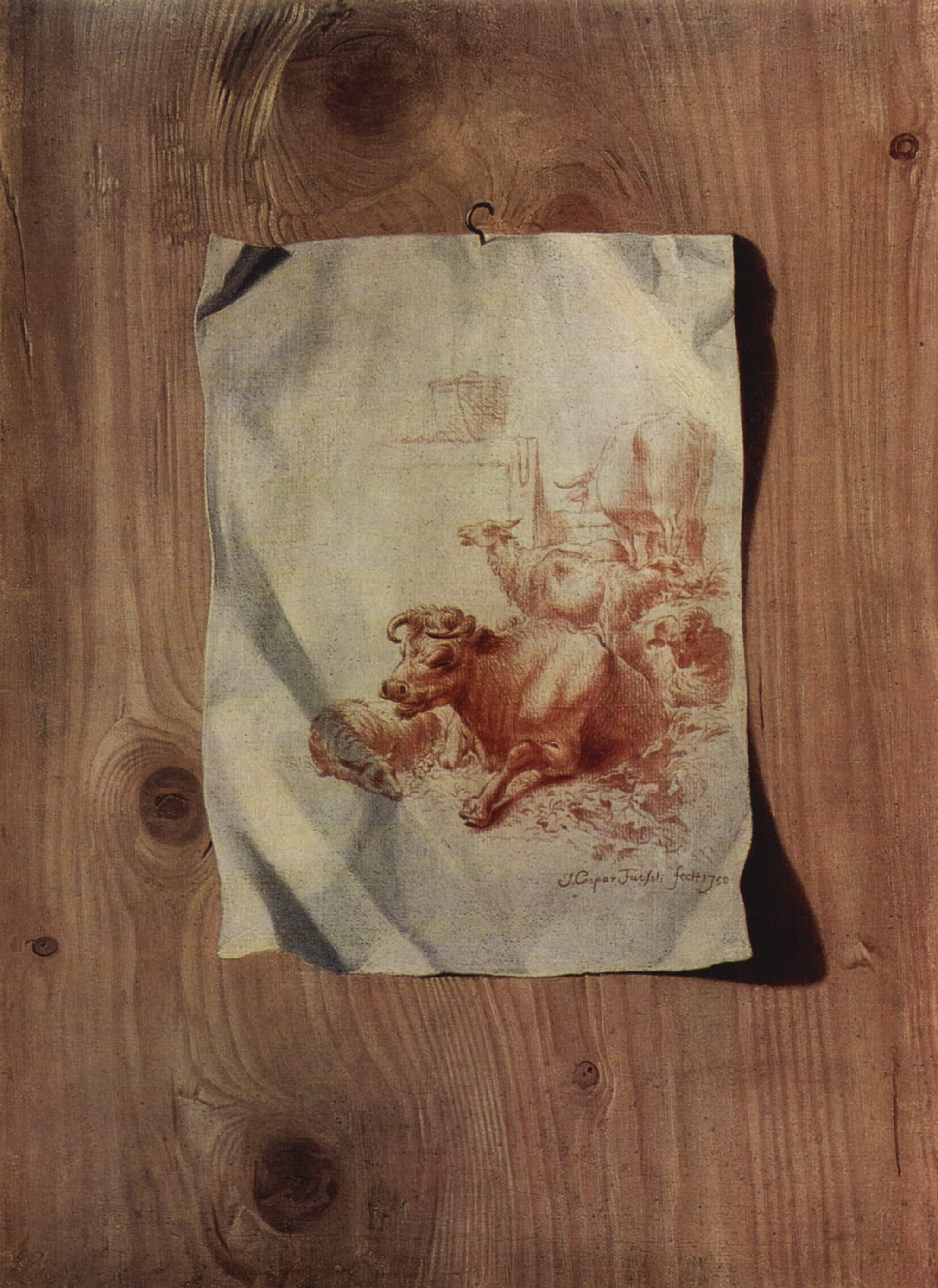
Johann Heinrich Füssli, Trompe-l’oeil, 1750, olej, płótno
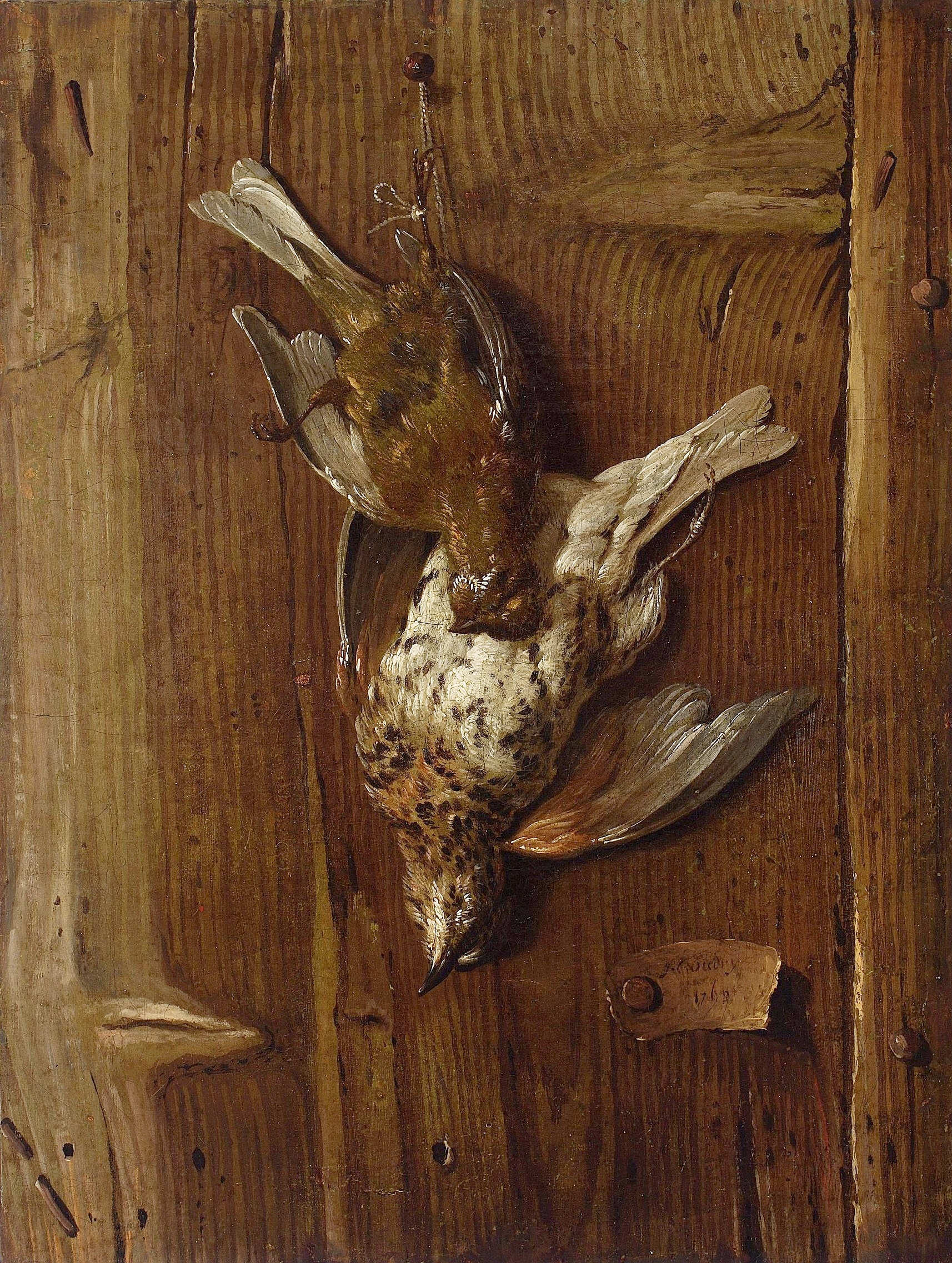
Jacques-Charles Oudry, Martwe ptaki (Drozd i kwiczoł), 1768, olej, deska
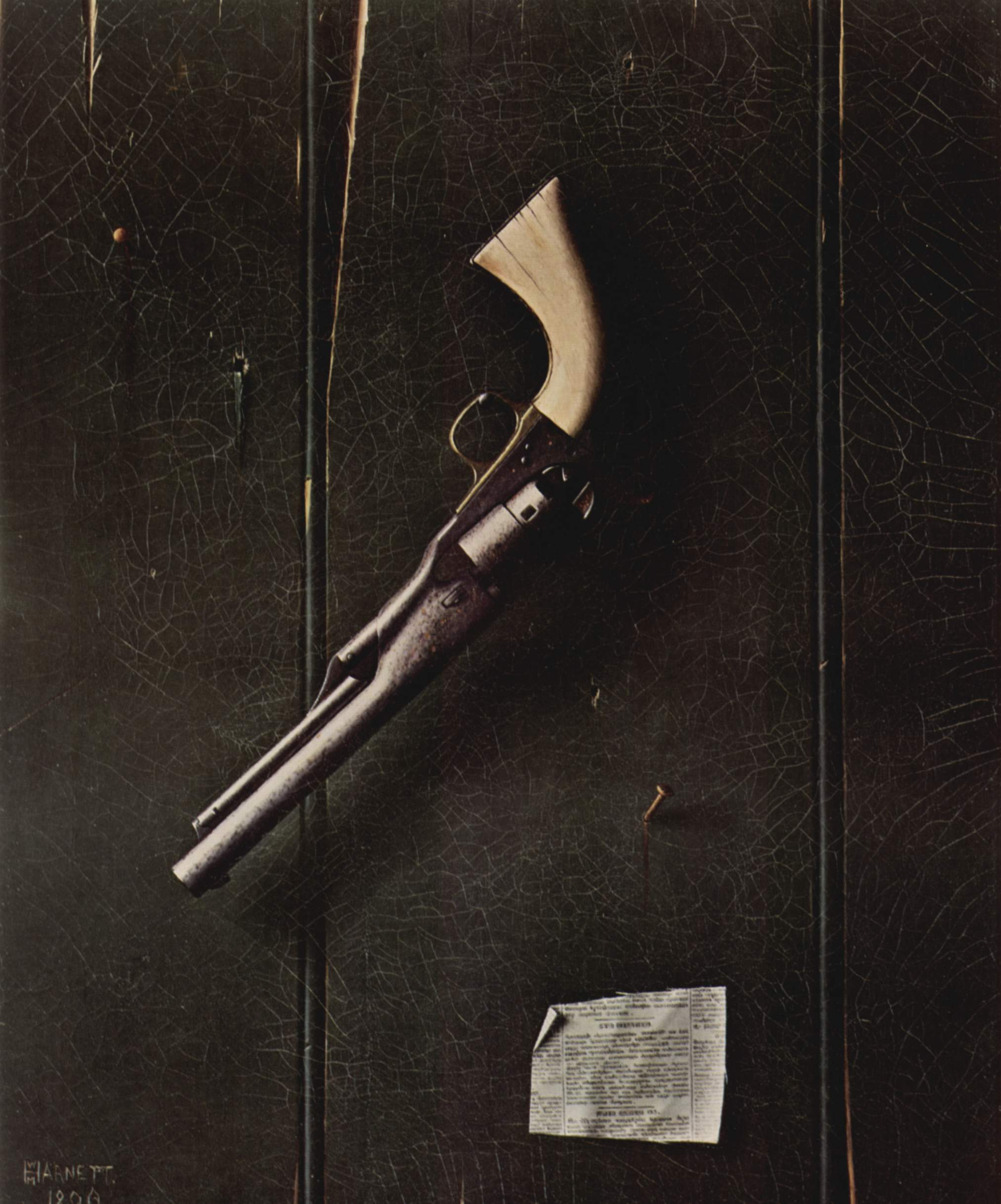
William Michael Harnett, Wierny Colt, 1890, olej, płótno
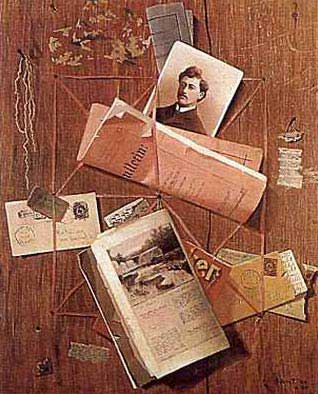
John Frederick Peto, Listy, 1908, olej, płotno
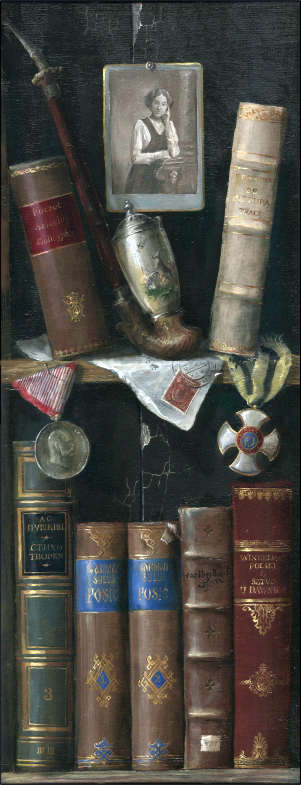
T. Steifer, Martwa natura z Ciocią Izą, 2004, olej, płyta